# Grimpa-soques de la Guaiana
El grimpa-soques de la Guaiana(Lepidocolaptes albolineatus) és una espècie d'au passeriforme de la família Furnàrids, subfamília Dendrocolaptins, pertanyent al nombrós gènere Lepidocolaptes. És nadiua de l'escut guaianès a Amèrica del Sud.

## Distribució i hàbitat
Es distribueix per l'escut guaianès i nord-est de la conca amazónica a l'est de Veneçuela (Delta Amacuro, nord-est de Bolívar), Guyana, Surinam, Guyana francesa i nord del Brasil (al nord del riu Amazones des dels rius Negre i riu Branco a l'est fins a l'Estat d'Amapá).
Aquesta espècie és considerada poc comuna en el seu hàbitat natural: l'estrat mitjà i alt de la selva humida de terra ferma, fins als 1000 m d'altitud.

## Descripció
El mascle de grimpa-soques de la Guaiana mesura de 17 a 19 cm de longitud i la femella de 19 a 24 cm, i pesa entre 18 i 20,5 g. El seu cap és de color marró amb punts blanquinosos, color terrós o canyella. El seu dors i cua són de color castany vermellós. Té les parts inferiors marrons amb estries blanques de dissenys característics.

## Alimentació
S'alimenta principalment d'insectes i altres artròpodes, com aranyes i en ocasions caça petits vertebrats, com sargantanes i granotes. Cerca aliment pel dosser arbori, espigolant i picotejant per atrapar les preses.

## Sistemàtica
L'espècie L. albolineatus va ser descrita per primera vegada pel naturalista francès Frédéric de Lafresnaye l'any 1846, amb el nom científic «Dendrocolaptes albo-lineatus», la seva localitat tipus és: «Colòmbia o Mèxic, error = Caiena».
El nom genèric masculí «Lepidocolaptes» es compon de les paraules del grec «λεπις lepis, λεπιδος lepidos»: escata, floc, i «κολαπτης kolaptēs»: picador; o sigui: «picador amb escates»; i el nom de l'espècie «albolineatus», es compon de les paraules del llatí «albus»: blanc, i «lineatus»: ratllat; o sigui: «de ratlles blanques».
D'acord amb estudis de filogènia molecular en base de dades d'ADN mitocondrial es va demostrar l'existència de cinc grups recíprocament monofilètics en el complex Lepidocolaptes albolineatus, cadascun corresponent a taxons ja nomenats, excepte un incloent aus al sud dels rius Amazones/Solimõés i oest del Madeira on se'l va descriure com la nova espècie Lepidocolaptes fatimalimae, Rodrigues et al. 2013. La distància genètica incorrecta entre aquests clades variava des de 3,4 % (entre duidae, fatimalimae, fuscicapillus, i layardi) a 5,8 % (entre L. layardi i L. albolineatus). Vocalment, aquests cinc clades/tàxons moleculars també van provar ser molt diferents, reforçant l'argument al seu tractament com espècies independents.
La Proposta Núm. 620 a Comitè de Classificació d'Amèrica del Sud (SACC), aprovada al desembre de 2013, va reconèixer la nova espècie L. fatimalimae i va elevar a la categoria d'espècies plenes a les anteriorment subespècies de albolineatus Lepidocolaptes fuscicapillus, L. duidae i L. layardi.